# Ficha Kabira
Ficha Kabira (arab. فيخة كبيرة) – wieś w Syrii, w muhafazie Aleppo. W 2004 roku liczyła 1473 mieszkańców.